# Nexus (album)
Pour les articles homonymes, voir Nexus.
Albums de Argent
In Deep
(1973) Encore: Live in Concert
(1974)
Nexus est le cinquième album du groupe britannique de rock Argent. Il est sorti en 1974 sur le label Epic Records.

## Histoire
Il s'agit du dernier album studio du groupe avec Russ Ballard (en), qui quitte Argent pour se lancer dans une carrière solo.

## Fiche technique

### Chansons
| 1. | The Coming of Kohoutek / Once Around the Sun / Infinite Wanderer | Rod Argent, Chris White | 9:32 |
| 2. | Love                                                             | Russ Ballard (en)       | 3:51 |
| 3. | Music from the Spheres                                           | Rod Argent, Chris White | 8:10 |

| 4. | Thunder and Lightning | Russ Ballard            | 5:05 |
| 5. | Keeper of the Flame   | Rod Argent, Chris White | 6:02 |
| 6. | Man for All Reasons   | Russ Ballard            | 4:44 |
| 7. | Gonna Meet My Maker   | Russ Ballard            | 4:35 |

### Musiciens
- Rod Argent : orgue, piano électrique, chant sur Music from the Spheres
- Russ Ballard (en) : guitare, chant
- Jim Rodford : basse, guitare, chœurs
- Bob Henrit : batterie, percussions

### Équipe de production
- Rod Argent, Chris White : producteurs
- Peter Bown : ingénieur du son
- Michael Farrell : pochette
- John Brown : photographie

### Classements et certifications
| Pays (classement)          | Meilleure position |
| -------------------------- | ------------------ |
| États-Unis (Billboard 200) | 149                |